# Coalición PSOE-Progresistas
La coalición PSOE-Progresistas (PSOE-p) fue una coalición electoral española formada por el Partido Socialista Obrero Español (PSOE) y el Partido Democrático de la Nueva Izquierda (PDNI) constituida en 1999.
Cristina Almeida tras su salida del PCE formó el Partido Democrático de la Nueva Izquierda (PDNI), que a su vez salió en 1997 de Izquierda Unida y en 1999 acordó una coalición electoral con el PSOE, la coalición PSOE-Progresistas. La candidatura de PSOE-p para las elecciones a la Asamblea de Madrid de 1999, encabezada por Almeida, obtuvo 39 escaños. En 2001, el PDNI se integraría en el PSOE.
En las elecciones a la Asamblea de Extremadura de 2003, el PSOE repitió la nomenclatura de la coalición, esta vez con Coalición Extremeña.